# قایق‌های باستانی فریبی
قایق‌های باستانی فریبی (انگلیسی: Ferriby Boats) سه قایق تخته‌ای دوخته شده بریتانیایی عصر برنز هستند که بخش‌هایی از آن‌ها در فریبی شمالی در ایست رایدینگ واقع در شهرستان یورکشایر انگلیس کشف شد. تعداد دیگری از قایق‌های دوره مشابه در بریتانیا یافت شده‌است و قایق‌های باستانی فریبی اولین قایق‌های تخته دوخته شده شناخته شده در اروپا هستند.